# Transcendence (Crimson Glory)
Transcendence è il secondo album in studio della band heavy metal Crimson Glory, pubblicato nel 1988 per la Roadrunner Records

## Tracce
1. Lady of Winter – 3:59
2. Red Sharks – 4:48
3. Painted Skies – 5:14
4. Masque of the Red Death – 4:12
5. In Dark Places – 6:59
6. Where Dragons Rule – 5:04
7. Lonely – 5:17
8. Burning Bridges – 6:30
9. Eternal World – 3:51
10. Transcendence – 4:30

## Formazione
- Midnight - voce
- Jon Drenning - chitarra solista
- Ben Jackson - chitarra ritmica
- Jeff Lords - basso
- Dana Burnell - batteria